# Hannu Mäkelä
Hannu Mäkelä (* 18. srpna 1943, Helsinky) je finský básník, prozaik a dramatik.

## Život
Hannu Mäkelä pochází z učitelské rodiny a sám dva roky vyučoval finský jazyk a literaturu ve večerní škole. V letech 1965 až 1986 pracoval jako redaktor v nakladatelství Otava, kde vedl oddělení umělecké literatury. Od roku 1987 je spisovatelem na volné noze.
Mäkelä je plodný a všestranný spisovatel. Píše romány, povídky, básnické sbírky, divadelní a rozhlasové hry i televizní scénáře a vydal více než sto knih. Ve svých prózách se zabývá problematikou střetu silného jedince s institucionalizovanými mechanismy společnosti, které omezují jeho osobní svobodu, v básnické tvorbě se projevuje jako umělec soucítící s lidmi starými, nemocnými a opuštěnými. Největší popularitu doma i v zahraničí si však získal především svými knihami pro děti, zejména humorným cyklem o smolařském lesním skřítkovi panu Hú, jenž má po nocích strašit děti, což dělá nerad a také špatně, protože většinu kouzel, která se naučil od svého dědečka, buď úplně zapomněl, nebo si je popletl. Knihy o panu Hú patří k nejpřekládanějším dílům finské dětské literatury.
Mäkelä je nositelem celé řady literárních cen. Roku 1976 například obdržel Anni Swan – mitali (Medaile Anni Swanové) určenou pro autory knih pro děti a mládež, roku 1982 Eino Leinon palkinto (Cena Eino Leinona), udělovanou zejména za poezii, a roku 1995 nejprestižnější finské literární ocenění Finlandia-palkinto (Cena Finlandia).

## Výběrová bibliografie

### Romány
- Matkoilla kaiken aikaa (1965, Po celý čas na cestách), první díl dvojrománu o muži, který se při cestách do ciziny a při službě v armádě poprvé střetává s omezujícími zákony společnosti.
- Kylliksi! tai Liikaa (1965, Dost! nebo příliš), druhý díl dvojrománu.
- Oman itsensä herra (1971, Pán sebe samého),
- Vetsikko (1988),
- Kaarina Kaila – taiteilija (1992, Kaarina Kaila),
- Mestari (1995, Mistr), román o finském básníkovi Eino Leinovi, za který dostal Cenu Finlandia,
- Eino Leino: Elämä ja runo (1997, Eino Leino: Život a poezie),
- Myrskyn jälkeen aamu (2000, Ráno po bouři),
- Pensiooni Fortuna (2001, Penzíón Fortuna),
- Kivi (2010), romám o finském spisovateli Aleksisi Kivi.

### Divadelní hry
- Voimamies (1982, Silák), o hrdinovi finských lidových příběhů Talasu-Eerovi (1859–1903).

### Básnické sbírky
- Sinisen taivaan, harmaan jään (1966, Modré nebe, šedý led),
- Sano minulle nimesi (1969, Řekni mi své jméno),
- Vuoret ovat pilviä (1972, Hory jsou mraky),
- Vanha talo (1973, Starý dům),
- Syksy tuli kutsumatta (1974, Podzim přišel bez pozvání),
- Jos pettää sinut elämä (1975, Když tě život zradí),
- Synkkyys pohjaton, niin myös iloni, onneni (1976, Bezedné temnoty, moje radost, moje štěstí)
- Illan varjo (1979, Stín večera),
- Ikään kuin ihminen (1980, Jakoby člověk),
- Unelma onnesta numero 5 (1985, Sen o štěstí číslo 5),
- Päivä jonka saamme elää (1988, Den, který žijeme),
- Kadonneitten kaupunki (1993, Město ztracených),
- Silloin (1994, Tenkrát),
- Rakkaus Pariisiin ja muita runoja (1997, Láska v Paříži a jiné básně),
- Että on ikuista valo (2000, To je věčné světlo),
- Jonakin päivänä kirjoitan sinusta runon (2005, Jednoho dne si budu psát básně).

### Knihy pro děti
- Herra Huu (1973, Pan Hú),
- Herra Huu saa naapurin (1974, Pan Hú dostane souseda),
- Herra Huu muuttaa (1975, Pan Hú se stěhuje),
- Hevonen joka hukkasi silmälasinsa (1977, Kůň, který ztratil brýle),
- Pekka Peloton (1982, Nebojácný Pekka),
- Satu tytöstä joka etsi onnea (1983, Příběh o dívce, která hledala štěstí),
- Herra Huu, kukas muu (1986, Pan Hú, kdo jiný),
- Herra Huu matkoilla (1994, Pan Hú na výletě),
- Herra Huu hoitaa puutarhaa (2000, Pan Hú pečuje o zahradu),
- Hattu (2001, Klobouk),
- Liisa Salolla (2003),
- Kaksi prinsessaa (2004, Dvě princezny).

## Česká vydání
- Pan Hú, Albatros, Praha 1983, přeložila Helena Lehečková, obsahuje knihy Herra Huu, Herra Huu saa naapu a Herra Huu muuttaa.
- Silák, Dilia, Praha 1987, přeložila Helena Lehečková,
- Čas bledého světla, výběr z veršů, který vyšel v časopise Světová literatura 1989/4, přeložil Jan Petr Velkoborský.